# José Lucas Baptista Duarte

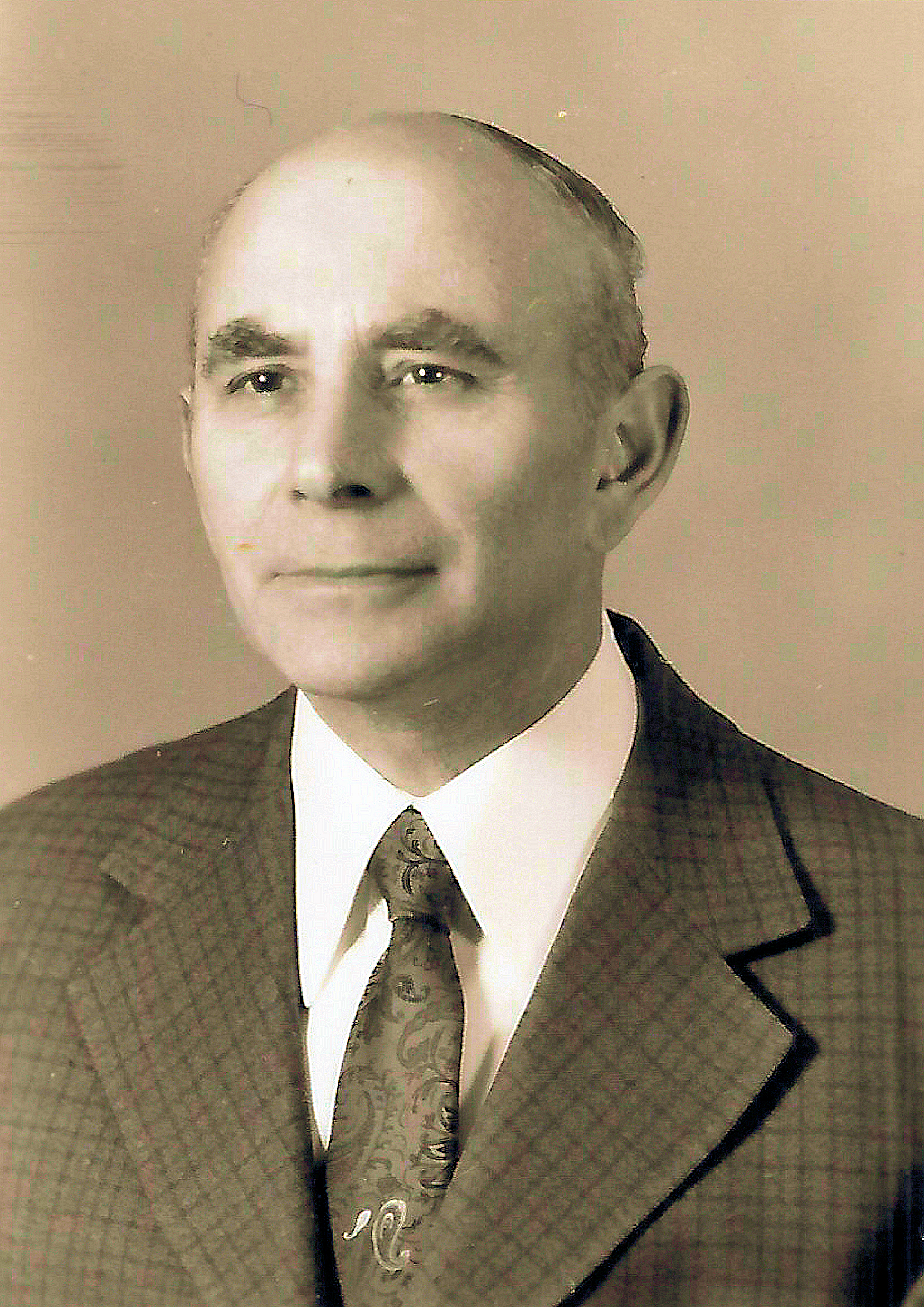
José Lucas Baptista Duarte, escritor manteiguense

José Lucas Baptista Duarte (n. 1917 São Pedro, Manteigas, Portugal - f. 1997 São Pedro, Manteigas, Portugal)

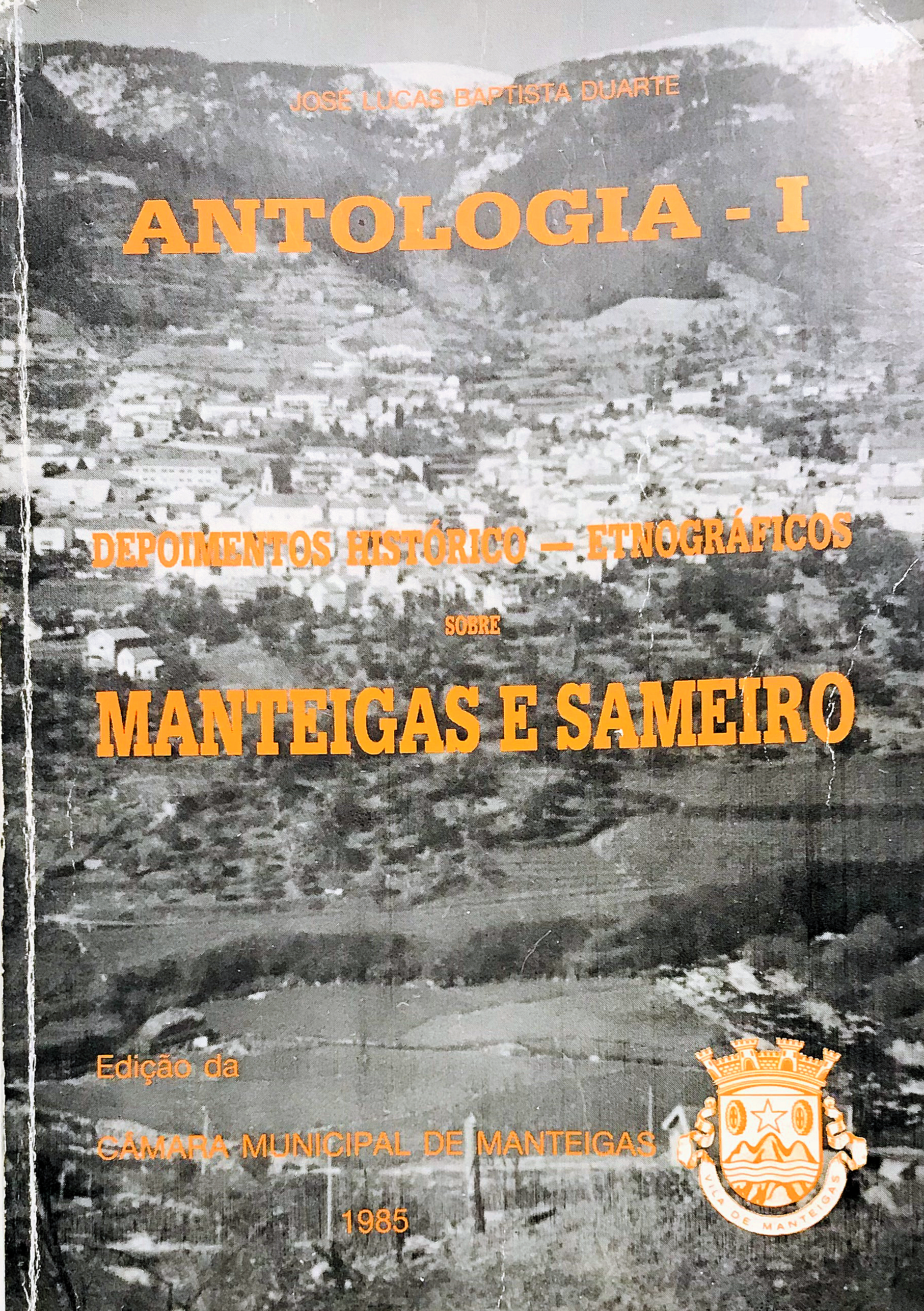
Antologia I - Depoimentos históricos e etnográficos de Manteigas e Sameiro (1985), por José Lucas Baptista Duarte

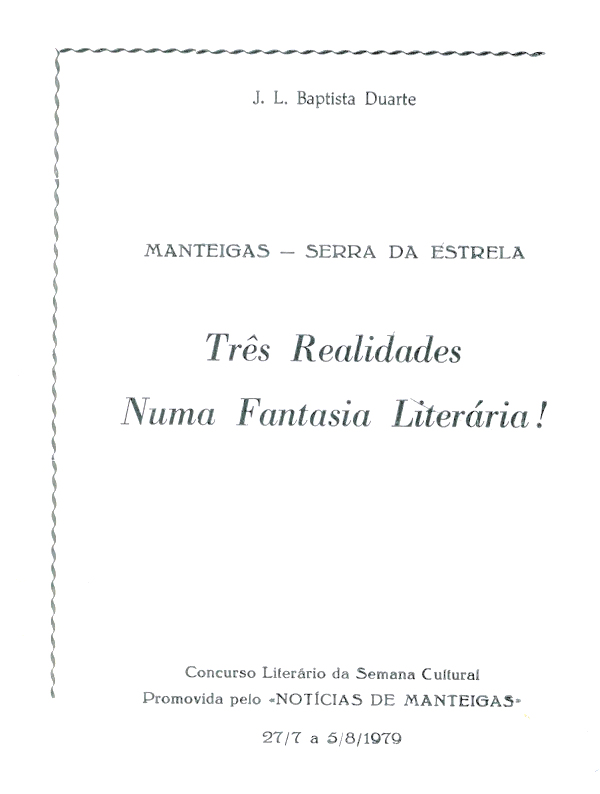
Três Realidades numa Fantasia Literária (1979), por José Lucas Baptista Duarte

## Biografia
José Lucas Baptista Duarte foi pioneiro na recolha de depoimentos históricos e etnográficos sobre Manteigas e Sameiro, Serra da Estrela, Portugal. A sua obra-prima foi a "Antologia I - depoimentos históricos e etnográficos sobre Manteigas e Sameiro" (1985), publicada numa edição especial da Câmara Municipal de Manteigas. 

## Obras de José Lucas Baptista Duarte
1. José Lucas Baptista Duarte (1979). Três realidades numa fantasia literária. Concurso Literário da Semana Cultural promovido pelo "Notícias de Manteigas", Manteigas [2] [3]
2. José Lucas Baptista Duarte (1985). Antologia I - depoimentos históricos e etnográficos sobre Manteigas e Sameiro, edição da Câmara Municipal de Manteigas[1] [4]